# Zvi Lubezki
Zvi Lubezki (in ebraico צבי לובצקי‎?; 14 ottobre 1939) è un ex cestista e allenatore di pallacanestro israeliano.

## Carriera
Con Israele ha partecipato a due edizioni dei Campionati europei (1963, 1965).

## Palmarès
- Campionato israeliano: 4

Hapoel Tel Aviv: 1959-60, 1960-61, 1964-65, 1965-66
- Coppa di Israele: 1

Hapoel Tel Aviv: 1961-62